# Aeroport de Brussel·les
L'Aeroport de Brussel·les-National (codi IATA: BRU, codi OACI: EBBR) (oficialment Brussels-National, també conegut en neerlandès: "Luchthaven Zaventem", o en francès: "Aéroport de Zaventem") és l'únic aeroport comercial de Brussel·les i el principal aeroport de Bèlgica per tràfic i operacions.
De vegades és conegut també com a "Aeroport de Zaventem" o "Aeroport Internacional de Brussel·les (Zaventem)", va ser coneguda en els seus començaments com "Brussel Nationaal/Bruxelles National" (Nacional Brussel·les). L'aeroport s'emplaça a Zaventem, a Flandes, prop de Brussel·les, la capital de Bèlgica. L'aeroport és un centre de connexió de Brussels Airlines, Jet Airways, European Air Transport, i Singapore Airlines Cargo.

## Característiques

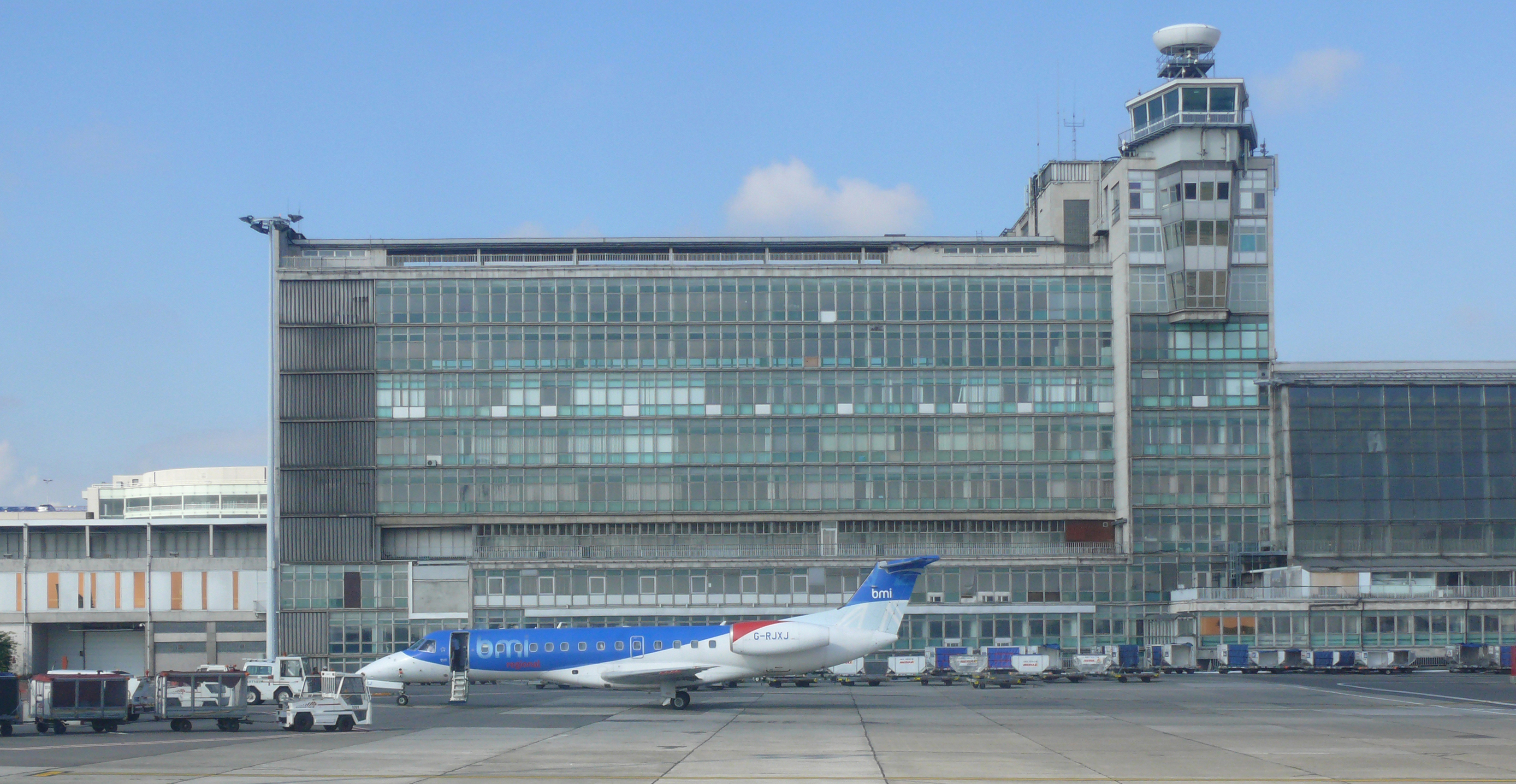
Aeroport de Brussel·les

L'aeroport és la base per aproximadament 260 companyies, les quals en el seu conjunt, empren de forma directa a 20.000 persones.
El 2005, l'aeroport va ser premiat com el "Millor aeroport d'Europa" per ACI/IATA, segons una enquesta duta a terme entre 100.000 passatgers d'arreu del món.
L'aeroport va inaugurar un eslògan oficial el 19 d'octubre de 2006: "Brussels Airport, Welcome to Europe" ("Aeroport de Brussel·les, Benvinguts a Europa"). D'acord amb l'operador de l'aeroport, les seves principals característiques són: europea, benvinguda i eficiència.
La companyia que opera l'aeroport és coneguda com "The Brussels Airport Company N.V./S.A."; previ al 19 d'octubre de 2006, la seva denominació era BIAC (Brussels International Airport Company).

## Història
L'aeroport va ser construït durant la Segona Guerra Mundial per les forces d'ocupació nazi. Després de l'ocupació, l'Armada belga va prendre el control de l'aeroport. Quan el vell aeroport civil d'Harem va quedar petit, es va decidir utilitzar el terreny de Zaventem per al nou aeroport internacional. El 1948, l'edifici de la nova Terminal va ser construït per reemplaçar el vell edifici de fusta.
En 1955, es va construir una línia de tren que ho connecta amb Brussel·les. L'abril del 1957, es va iniciar la construcció d'una nova terminal, per preparar l'aeroport per a l'Exposició Mundial de 1958. Durant l'apogeu de l'aviació comercial en les dècades de 1960 i 1970, diversos hangars van ser construïts. Una nova terminal de càrregues es va completar el 1976. El 1994, es va construir una terminal nova adjacent a la Terminal de 1958. Dos vells molls van ser destruïts i reemplaçats per uns altres més moderns. El 2002, enmig de la confusió que embolicava a la desaparició de l'aerolínia nacional Sabena, es va inaugurar un moll nou, destinat a servir als vols que operen a l'àrea Schengen.
L'aeroport compta amb una estació ferroviària subterrània que ofereix connexions a les principals ciutats belgues i algunes destinacions de països veïns. Un enllaç ferroviari directe entre l'Aeroport, Lovaina i Lieja va ser inaugurat el 12 de desembre de 2005, i el 7 de juny de 2012 va ser inaugurat el túnel ferroviari que permet una connexió directa amb Malines i Anvers.
L'Aeroport de Brussel·les és operat per The Brussels Airport Company, originalment coneguda com a BIAC (Brussels International Airport Company), creada per una llei belga que va fusionar BATC amb els departaments d'operació en terra de RLW/RVA.

## Incidents i accidents
L'únic accident important en rodalia de l'aeroport va ser la col·lisió d'un Boeing 707 de Sabena el 15 de febrer de 1961. L'aeronau es va estavellar durant una aproximació, matant als 72 passatgers a bord i un transeünt.
El 29 d'agost de 1998, el tren d'aterratge d'un A340-211 (OO-SCW Vol SN542 Nova York - Brussel·les) de Sabena va col·lapsar durant l'aterratge. L'estabilitzador horitzontal dret va ser destruït. El 25 de maig, un avió de càrrega de la companyia Kalitta Air es va sortir de la pista quan estava desenganxant. Afortunadament els cinc membres de la tripulació van sortir il·lesos per les rampes d'evacuació de l'aparell, un Boeing 747.
El 22 de març de 2016, dues bombes van explotar a la zona de check-in d'American Airlines, causant la mort de 13 persones i ferint-ne 81.